# Llano Largo (Panama)
Llano Largo è un comune (corregimiento) della Repubblica di Panama situato nel distretto di Los Santos, provincia di Los Santos. Si estende su una superficie di 10,4 km² e conta una popolazione di 2.265 abitanti (censimento 2010).